# Der arme Hartmann
Der arme Hartmann war ein Laienprediger aus dem 12. Jahrhundert, der vermutlich aus einer rheinischen oder thüringischen Adelsfamilie stammte.
Von ihm ist Di rede des geloubin bzw. rede ... von deme heiligen gelouben überliefert, eine 3800 Verse umfassende Dichtung. Das Werk gehört neben den Schriften des Heinrich von Melk zu den wichtigsten der asketischen Literatur seiner Zeit. Es enthält eine Zusammenfassung der christlichen Glaubenslehre nach dem nicaeno-konstantinopolitanischen Glaubensbekenntnis, dessen Artikel den einzelnen Abschnitten in lateinischer Sprache vorangestellt sind. Ein ihm zugeschriebenes Gedicht vom Antichrist ist nicht mehr erhalten.